# Uta Frommater
Uta Frommater (Alemania, 12 de diciembre de 1948) es una nadadora alemana retirada especializada en pruebas de estilo braza, donde consiguió ser medallista de bronce olímpica en 1968 en los 4 x 100 metros estilos.

## Carrera deportiva
En los Juegos Olímpicos de México 1968 ganó la medalla de bronce en los 4 x 100 metros estilos, con un tiempo de 4:36.4 segundos (nadando el largo de braza), tras Estados Unidos (oro) y Australia (plata), siendo sus compañeras de equipo las nadadoras: Angelika Kraus, Heike Hustede y Heidemarie Reineck.